# Ledningens påståenden
Ledningens påståenden är en basdel i en reviderat bokslut. Den innehåller ledningens påståenden om transaktioners inträffande, värdering, presentation och noter som förklarar transaktionerna. Revisorn är sedan en oberoende tredje part vars uppgift är att insamla evidens om huruvida ledningens påståenden kan stödas. I engelskan använder man ordet ”Management assertions” för ledningens påståenden. 

## Påståendenas delar
Ledningens påståenden definieras vara uttryckliga eller underförstådda påståenden om att räkenskaperna är riktiga och följer gällande lagstiftningar och regleringar.
Inom revision delar man in påståendena i tre olika kategorier: 
- Påståenden om transaktionsslag och händelser under räkenskapsperiod
  - Förekomst – Transaktionerna och händelserna har verkligen inträffat och redovisats i rätt räkenskapsperiod
  - Fullständighet – Alla transaktioner som bör ha bokförts har verkligen bokförts
  - Riktighet – Beloppen samt annan information angående transaktionerna och händelserna har bokförts på rätt sätt
  - Periodavgränsning – Transaktionerna och händelserna har hänförts till rätt räkenskapsperiod
  - Klassificering -  bokningarna har bokförts på rätt konton
- Påstående om saldon vid räkenskapsperiodens slut
  - Existens – Tillgångar, skulder och ägarintressen existerar
  - Rättigheter och förpliktelser – Enheten innehar eller kontrollerar rättigheterna till tillgångarna, och skulderna utgör en förpliktelse för enheten.
  - Fullständighet – Alla tillgångar, skulder och ägarintressen som ska ha bokförts har också bokförts
  - Värdering och allokering – Tillgångar, skulder och ägarintressen har tagits upp till korrekta belopp i årsredovisningen och eventuella justeringar av värderingar eller allokeringar har bokförts på lämpligt sätt

- Påståenden om presentation och upplysningar
  - Förekomst samt rättigheter och förpliktelser – händelser, transaktioner och andra frågor som har presenterats har inträffat och hänför sig till enheten
  - Fullständighet – Alla upplysningar som ska ingå i årsredovisningen ingår också.
  - Klassificering och begriplighet -  Den finansiella informationen har presenterats och beskrivits korrekt och upplysningarna är tydliga
  - Riktighet och värdering -  Finansiell och annan information ger en rättvisande bild och beloppen är korrekta. [2] [3]

## Reglering

### Internationell reglering
Både IFAC (Internationella revisionsförbundet) och IAS har riktlinjer som behandlar ledningens påståenden.

### Nationell reglering
I den finska revisionslagen finns det bestämmelser om revisionsförfarandet, men inga uttryckliga paragrafer som handlar om ledningens påståenden.  I Revisionslagen kapitel 3 §3 står det att man utöver nationella revisionslagen följa de revisionsstandarder som har godkänts för att tillämpas inom unionen och som avses i artikel 26 i europaparlamentets och rådets direktiv 2006/43/EG. 

## Forskning
Under de senaste åren har man också börjat utnyttja Big data analytiska verktyg för att stöda revisionsprocessen. Man har dock kommit fram till att utnyttjandet av Big-Data inom revision skapar mera oro hos revisorerna angående felaktigheter och ökar kravet på arbetstimmar än vid traditionella revisionsprocesser. Överlag anses det att Big-Data-analyser har fler nackdelar än fördelar inom revision då revisorn först analyserar Big-Data före de mera traditionella revisionsmetoderna. Stora revisionsbolag använder sig ändå ofta av dessa typer av analyser för t.ex. Risk assessment processer.